# 拉纳 (纳瓦拉)
拉纳（西班牙語：Lana）是西班牙纳瓦拉的一个市镇。总面积41平方公里，总人口202人（2001年），人口密度5人/平方公里。